# Île Lagos
Pour les articles homonymes, voir Lagos (homonymie).
L'île Lagos (Ìsàlẹ̀ Èkó) ou Lagos Island est la principale et centrale zone de gouvernement local (LGA, Local government Area).
Elle recouvre la partie ouest de l'île homonyme et fait partie de la division de Lagos. Lors du recensement préliminaire de 2006 au Nigeria, la LGA a une population de 209 437 habitants dans une superficie de 8,7 km2. La partie est de l'île Lagos est simplement nommée LCDA (Local Council Development Authority) de l'Est de l’île Lagos. 

## Géographie
La Zone de gouvernement local de l'île Lagos est située sur la lagune de Lagos, une grande rade protégée sur la côte africaine. L'île a abrité le village de pêcheurs yoruba d'Eko lequel est devenu la ville moderne de Lagos,. La ville s'est maintenant étendue pour couvrir les îles voisines et s'établir aussi sur le continent voisin.
L'île de Lagos est reliée au continent par trois grands ponts (le Pont Carter, le Pont Eko et le Third Mainland Bridge). Ces trois ponts traversent la lagune de Lagos jusqu'au quartier d'Ebute Metta. Elle est également reliée à l'île voisine d'Ikoyi et à l'île Victoria. Le quartier du port d'Apapa à Lagos fait face au côté ouest de l'île. Formant le principal quartier commercial de Lagos, l'île de Lagos abrite les principaux bâtiments gouvernementaux, magasins et bureaux. Les cathédrales catholique et anglicane, ainsi que la mosquée centrale, se trouvent ici.
Historiquement, lorsque les esclaves libérés du Brésil sont revenus sur l’île, ils y ont construit des maisons de style brésilien que l'on retrouve en grand nombre, créant ainsi le quartier brésilien. De nombreuses familles vivaient sur Broad Street (en) dans la marina.
Le côté oriental est le plus pauvre de l'île et contient les principaux marchés et les logements insalubres. L'île est extrêmement surpeuplée et encombrée et des tentatives ont été faites pour construire de nouvelles routes sur le lagon afin d'améliorer les flux de trafic. C'est la partie de Lagos où réside l'oba de Lagos. On pense également que le festival Eyo ne peut avoir lieu que dans cette partie de Lagos.

## Économie
La plupart des sièges sociaux des banques nigérianes sont situés sur l'île de Lagos. La First Bank of Nigeria est l'une des banques nigérianes dont le siège social est situé à Marina, sur l'île de Lagos. Une autre banque dont le siège social est situé sur l'île de Lagos est la United Bank for Africa (UBA). D'autres moyennes et grandes entreprises telles que des sociétés de conseil en immobilier, des fabricants d'appareils électriques et des magasins de détail sont basées à Marina, sur l'île de Lagos.

## Monuments et attractions touristiques

### Tom Jones Memorial Hall And Library
Situé sur la rue Nnamdi Azikiwe, Idumota, anciennement Victoria St, le Tom Jones Memorial Hall est remarquable comme lieu de l'appel à l'action positive des zikistes en novembre 1948. Le hall a été construit par des administrateurs choisis par M. Thomas Jones, décédé en 1913, en son testament, il a légué le terrain et les fonds pour une salle et une bibliothèque dans son mémorial,.

### Freedom Park
Le Freedom Park est situé sur l'île de Lagos. Le parc était autrefois, à l'époque coloniale, une cour de prison et il était alors connu sous le nom de Prison de Sa Majesté de Broad Street (Her Majesty's Broad Street Prisons). Le parc de la liberté a été créé comme mémorial national en souvenir des pères fondateurs de la nation qui ont lutté contre la domination coloniale et pour l'indépendance du Nigeria. Le parc a été ouvert en 2010 pour célébrer la 50e célébration de l'indépendance du Nigeria. Le parc est maintenant une attraction touristique avec des statues historiques présentes dans le parc. Il y a aussi un amphithéâtre utilisé pour des concerts, des spectacles de musique et des représentations théâtrales. Le parc est agrémenté de nombreux étangs et fontaines ainsi que de la galerie d'art Wole Soyinka.

### Marina road
La marina de Lagos abrite des immeubles de bureaux et d'autres structures telles que la Bookshop House qui appartenait auparavant à CMS et la Cathédrale du Christ de Lagos. Les fondations de la plupart des immeubles de grande hauteur sont soit sur pieux, soit sur radier. Les bâtiments le long de la marina comprennent le premier grand immeuble de bureaux de la Marina, la Maison nationale maintenant occupée par la société Shell. L'ancien siège de la Banque centrale et la Investment House, siège de Bank of Industry ont tous deux été construits en 1960. Le terrain sur lequel l'Investment House a été construit abritait auparavant le Grand Hôtel avant sa démolition. La New Africa House of UAC, Elder Dempster House, le siège de la Nigerian Ports Authority et l'ancien siège de la National Electric Power Authority sont tous situés le long de la marina.

## Galerie

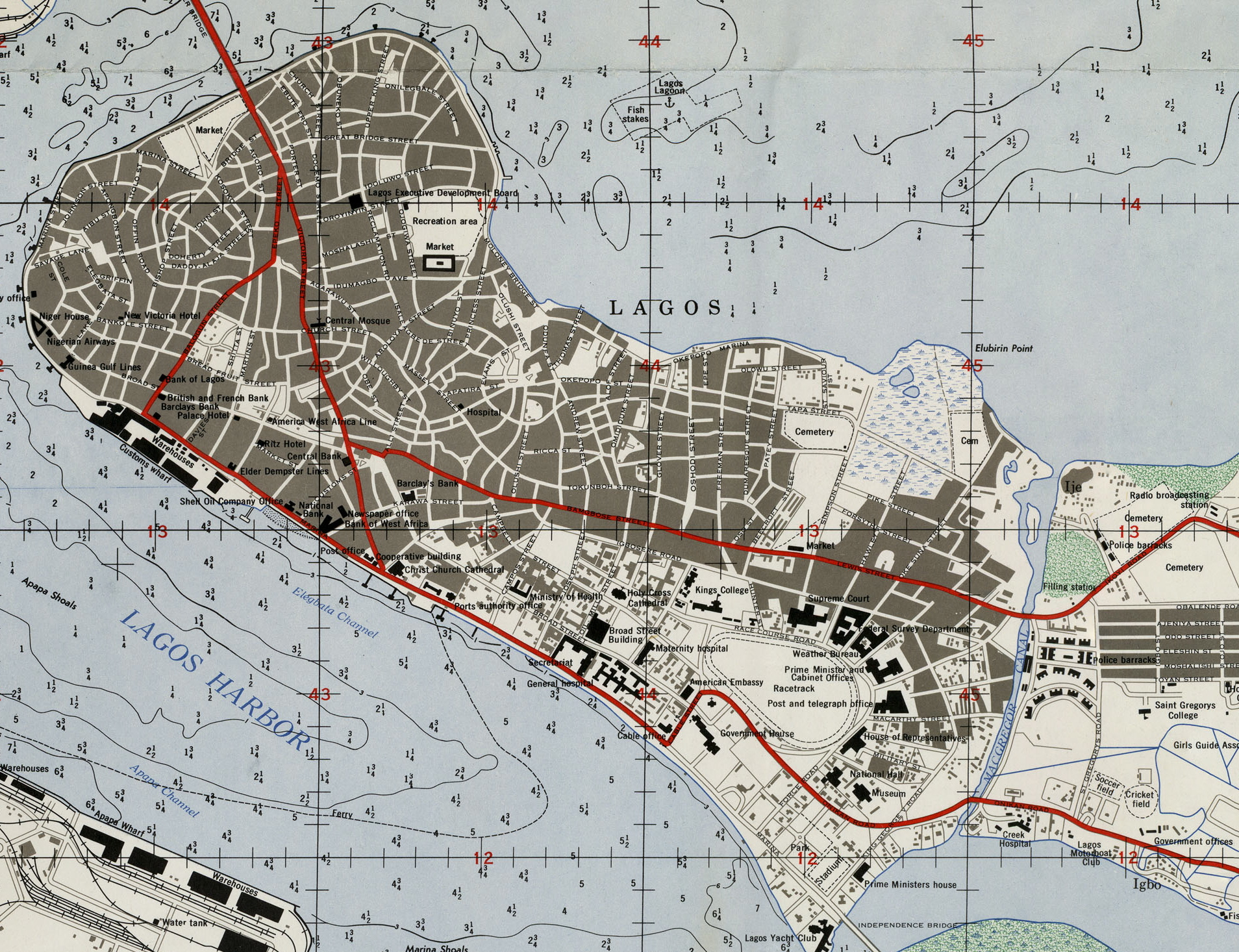
Détail de la carte de la LGA Île Lagos, Nigeria, 1962.
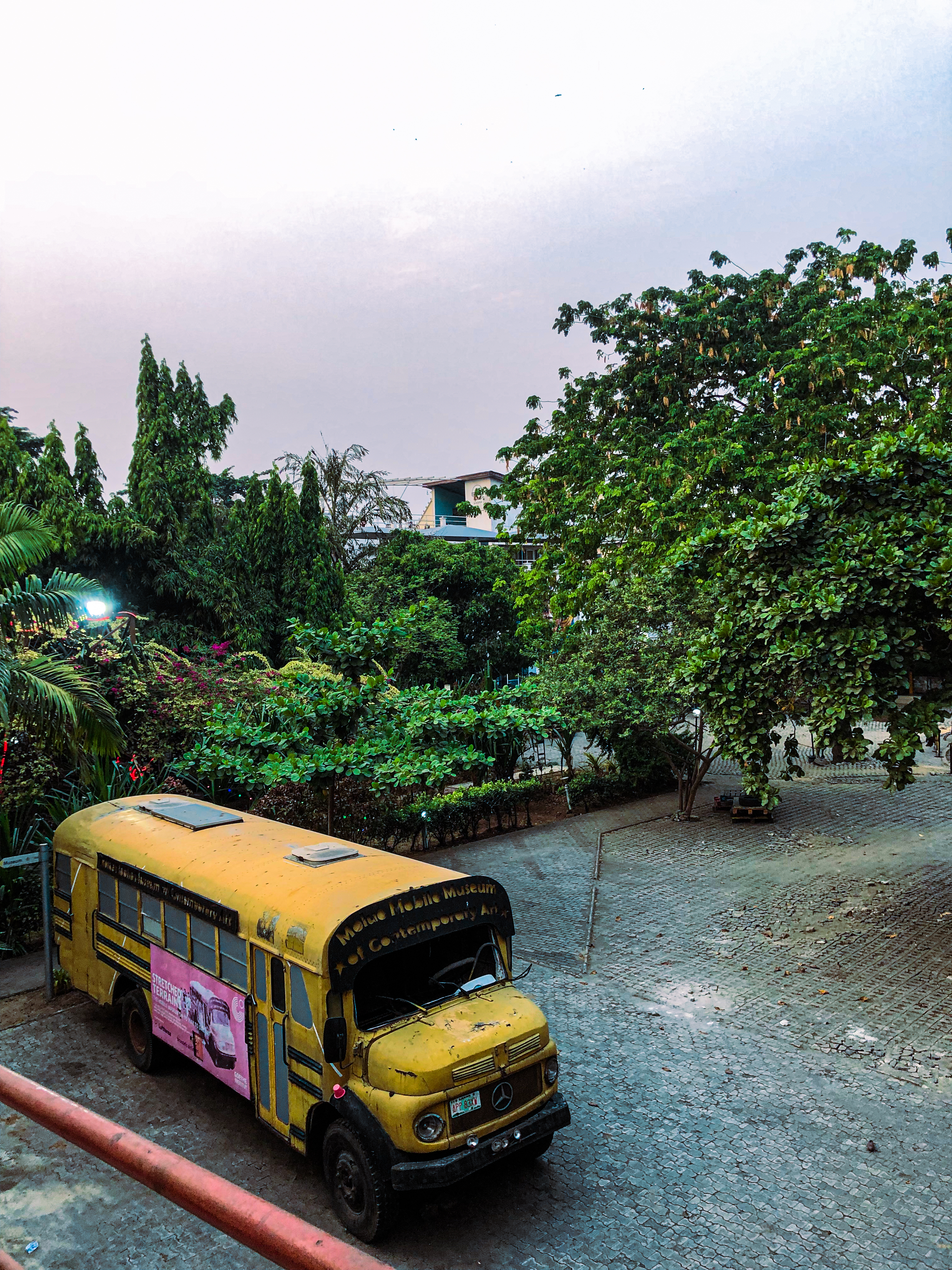
Le parc commémoratif Freedom Park.
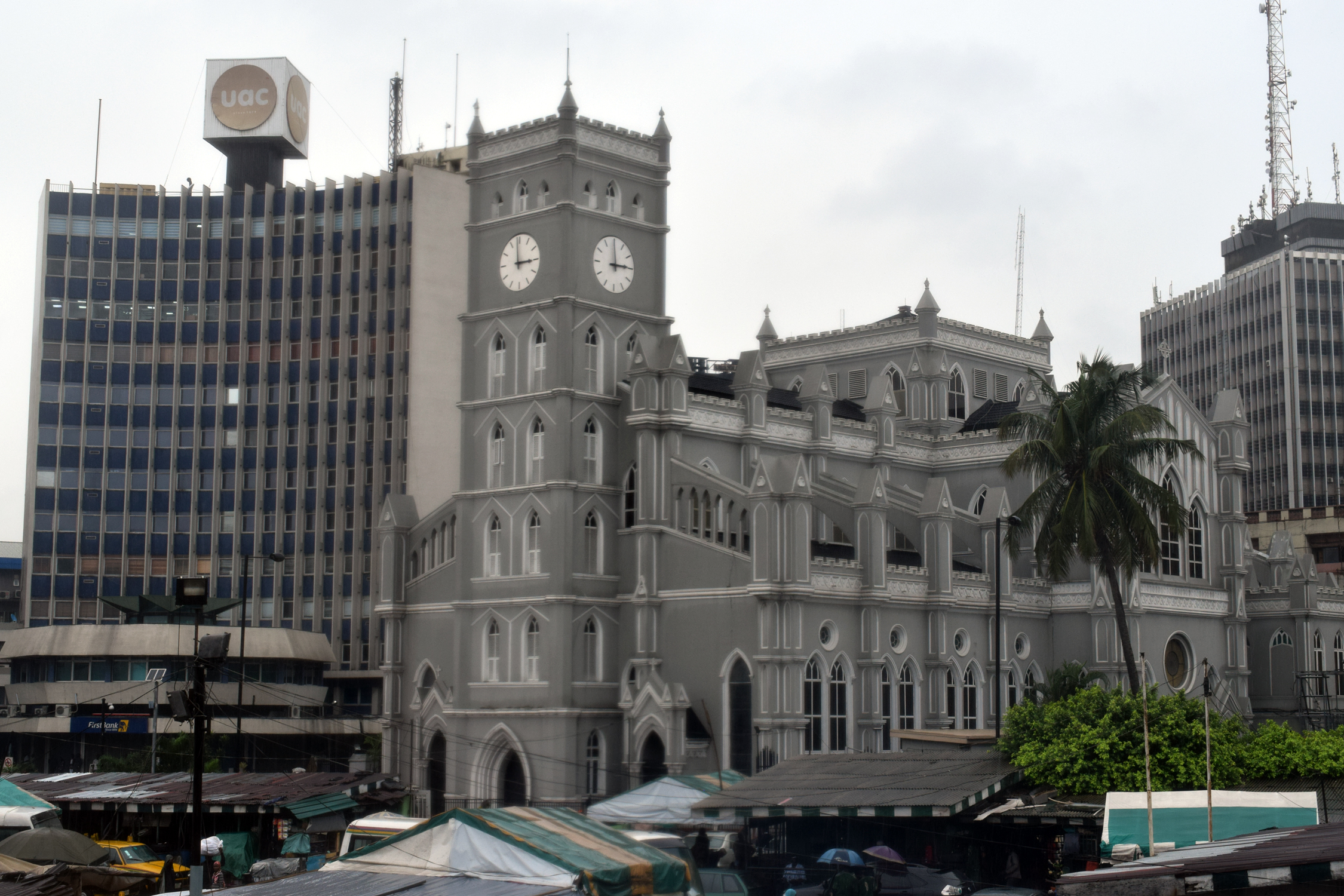
La cathédrale Church Mission Society, Lagos Island East.